# Kalinioro
Kalinioro est une village malienne de la commune rurale de Karakoro, dans le cercle de Aourou et la région de Kayes, au sud-ouest malien. 

## Géographie
Le village est situé sur la rive gauche du Karakoro qui forme la frontière naturelle avec la Mauritanie à l'ouest.